# Сатино-Татарское
Са́тино-Тата́рское — деревня в Троицком административном округе Москвы (до 1 июля 2012 года была в составе Подольского района Московской области). Входит в состав поселения Щаповское.

## Население
| 1859 | 1890 | 1899 | 1926 | 2002 | 2006 | 2010 |
| ---- | ---- | ---- | ---- | ---- | ---- | ---- |
| 237  | ↘186 | ↘89  | ↗173 | ↘40  | ↘39  | ↗61  |

Согласно Всероссийской переписи, в 2002 году в деревне проживало 40 человек (19 мужчин и 21 женщина). По данным на 2005 год в деревне проживало 39 человек.

## География
Деревня Сатино-Татарское расположена рядом с Варшавским шоссе примерно в 51 км к юго-западу от центра Москвы. У южной границы деревни течёт река Моча. Ближайшие населённые пункты — посёлки Курилово и Спортбазы.

## История
Деревня Сатино впервые упоминается в писцовой книге 1627 года. Название деревни, предположительно, произошло от антропонима. В XVII деревня принадлежала разным владельцам, среди которых был крещённый татарин Богдан Есенчурин сын Байкишев, получивший её за московское «осадное сидение». Предположительно, ему принадлежала не вся деревня, а только выселок. Деревня же принадлежала русским владельцам и стала называться Сатино-Русское. В материалах Генерального межевания 1784 года наряду с деревней Сатино Русское упоминается и сельцо Сатино. Это сельцо начиная с середины XIX века значится в документах как Сатино Татарское. В XIX веке деревня Сатино Татарское входила в состав Кленовской волости Подольского уезда. В 1899 году в деревне проживало 89 человек.

## Достопримечательности
- Парк усадьбы «Сатино-Татарское».